# Gschnitz
Gschnitz è un comune austriaco di 424 abitanti nel distretto di Innsbruck-Land, in Tirolo.

## Geografia fisica

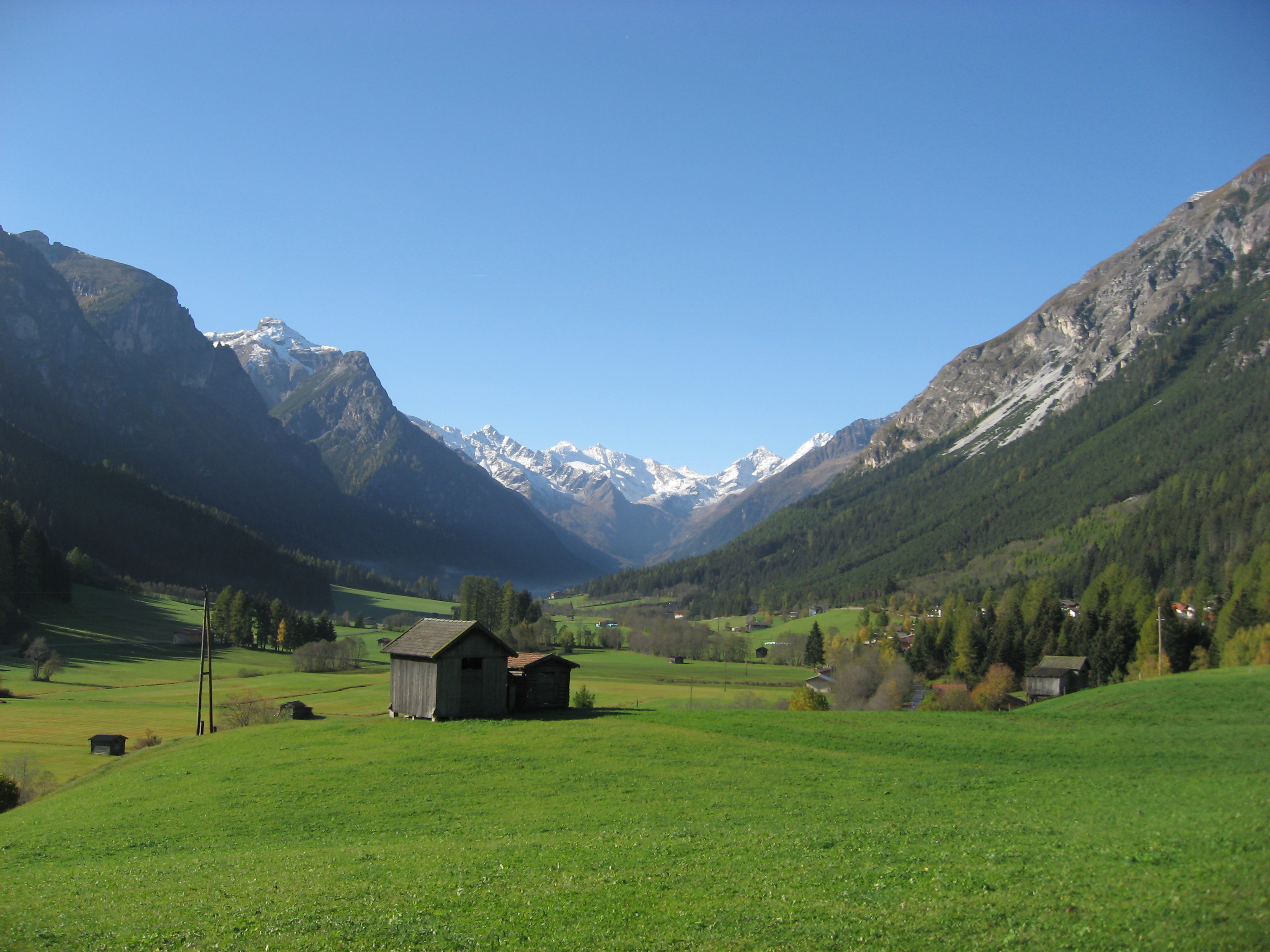
La Gschnitztal

Gschnitz si trova a 1 242 m s.l.m. nella valle omonima, laterale di sinistra della Wipptal nei pressi di Steinach am Brenner, verso la fine della piana prativa di origine glaciale. Ha una superficie di 59,18 chilometri quadrati, per una densità di 7,2 abitanti per chilometro quadrato.
I confini comunali vanno dal Talschluss (3 277 m) fino al confine con l'Italia, a sud.

## Storia
Gschnitz è citata per la prima volta, nel 1284, con il nome di "Gasnitz". Nel 1288 nella valle furono acquistati nove Schwaighöfe (masi alpini): sette nella Gschnitztal, che costituivano il centro del villaggio, e due a Laponesalm. Il diritto di successione tirolese ebbe origine proprio da questi nove Schwaighöfe e fu adottato in tutte le altre valli della regione. Nel 1471 la rivalità che si era creata tra Gschnitz e Trins raggiunse un punto tale, che gli abitanti dei due villaggi bloccarono l'accesso alla valle; dovette intervenire il giudice di Steinach am Brenner per dirimere la controversia. Il comune di Gschnitz fu istituito nel 1811.

### Stemma
Lo stemma di Gschnitz è formato da uno sfondo rosso, attraversato da tre strisce orizzontali formate da sei losanghe ciascuna di colore bianco e nero alternati. L'effetto grafico simbolizza i nove tetti dei masi alpini. Lo stemma è stato ufficializzato il 10 gennaio 1984.

## Monumenti e luoghi d'interesse

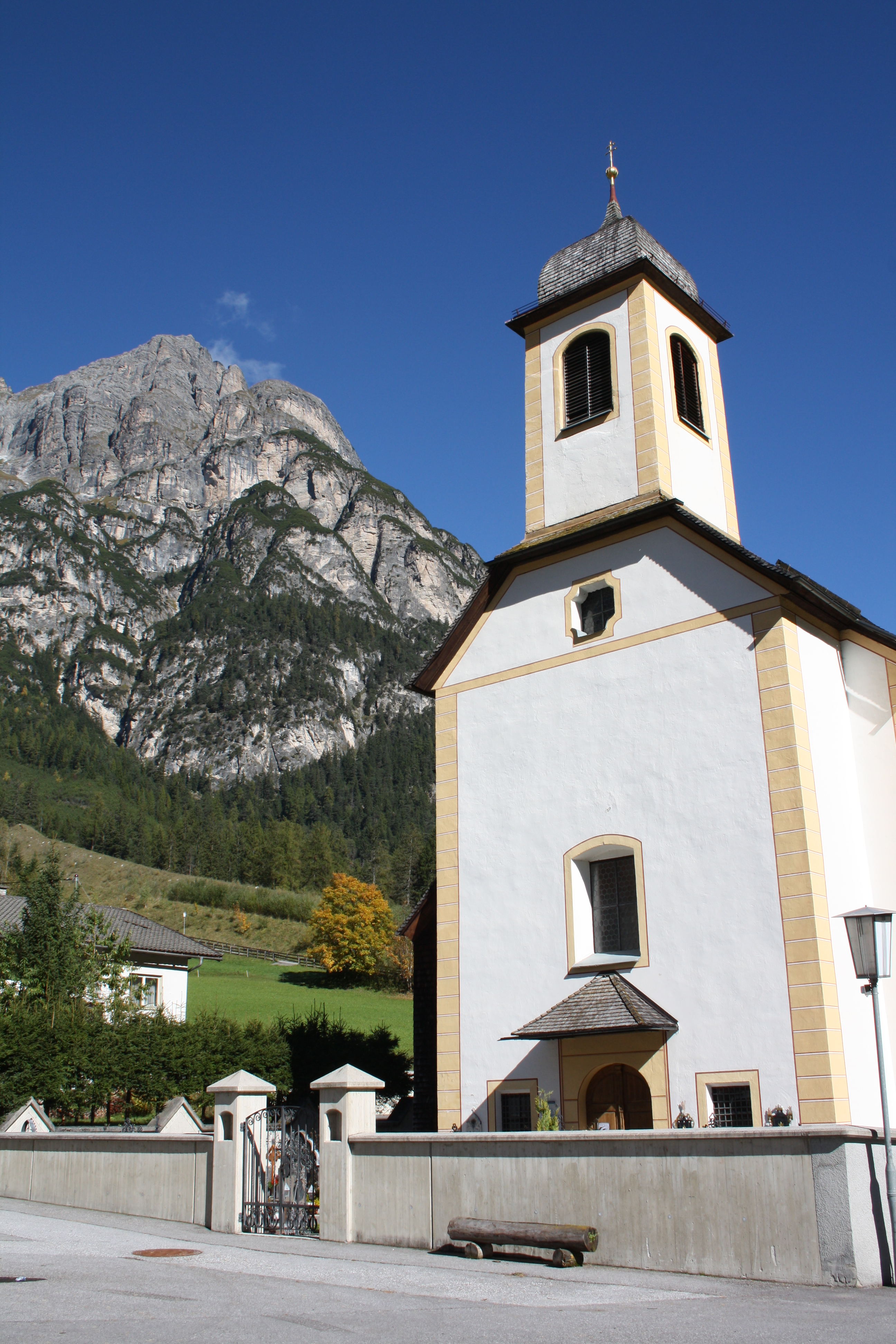
La chiesa parrocchiale di Nostra Signora della Neve

- Chiesa parrocchiale di Nostra Signora della Neve (Pfarrkirche zu unserer lieben Frau im Schnee). In origine Gschnitz apparteneva, come la maggior parte dei villaggi della Wipptal, alla parrocchia di Matrei am Brenner. La chiesa di Nostra Signora della Neve fu costruita nel 1730 e successivamente, nel 1755, ristrutturata in stile barocco da Franz de Paula Penz. Nel 1775 Gschnitz fu elevata a vicariato  e nel 1891 fu costituita in parrocchia[1].
- Il santuario di Maria Maddalena (Wallfahrtskirche Sankt Magdalena) si trova, in prossimità del confine tra Gschnitz e Trins, a un'altitudine  di 1 661 m s l.m. raggiungibile solo a piedi, sotto lo Schönberg. La chiesa è la più antica della valle, come confermato dagli affreschi romanici risalenti al 1200 circa scoperti nel 1959[1].